# واد بارد

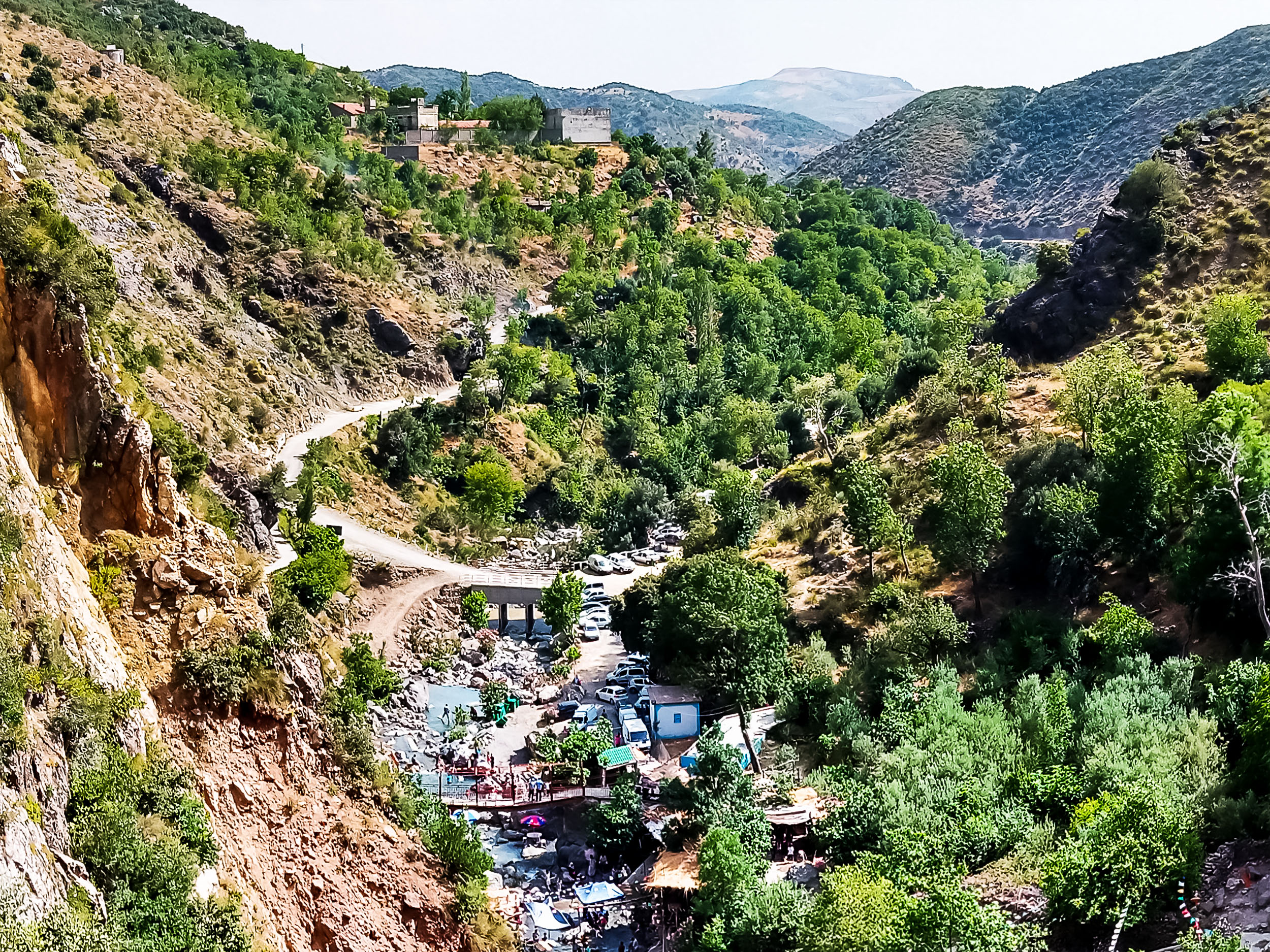
واد بارد

واد بارد (به عربی: واد البارد) یک شهرداری در الجزایر است که در استان سطیف واقع شده‌است.